# Anthony Gale
Anthony Gale, ameriški častnik marincev irskega rodu, * 17. september 1782, Dublin, Irska, † 1843, Stanford, Lincoln County, Kentucky, ZDA. 
Gale je bil edini komandant Korpusa mornariške pehote ZDA, ki je bil odpuščen iz položaja.